# Uma Aaltonen
Pour les articles homonymes, voir Aaltonen.
Uma Aaltonen (née le 28 août 1940 à Vihti et morte à Helsinki le 13 juillet 2009) est une journaliste, écrivain et personnalité politique finlandaise.

## Biographie
Elle est membre du Parlement européen du 8 avril 2003 au 19 juillet 2004 siégeant au sein du groupe des Verts/Alliance libre européenne.